# Richard Zare
Richard N. Zare (Cleveland, Ohio, 19 de noviembre de 1939) es un químico estadounidense. Actualmente es profesor de Química en la Universidad de Stanford. Obtuvo su B.A. en 1961 y su Ph.D. en 1964 en química física y analítica en la Universidad de Harvard bajo la dirección de Dudley Herschbach. Él es conocido por su investigación en el láser químico, resultando un gran entendimiento de las reacciones químicas a nivel molecular. También ha escrito un amplio número de libros de texto sobre el momento angular en los sistemas cuánticos.
Es autor de varios ensayos académicos sobre la espectroscopia en los compuestos químicos. Él es el autor del ensayo que trae que el meteorito de Marte contiene trazos de vida marciana. Esta hipótesis fue descartada posteriormente.
En 2005 fue galardonado con el Premio Wolf en Química y en 2009, con el Premio Fundación BBVA Fronteras del Conocimiento en la categoría de Ciencias Básicas junto a Michael E.Fisher. También fue galardonado en 2010 con la medalla Priestley, concedida por la American Chemical Society.

## Publicaciones representativas
- Kleiman, Valeria; Park, Hongkun; Gordon, Robert J.; Zare, Richard N. (1998). Companion to Angular momentum. New York: Wiley. ISBN 978-0-471-19249-7.

- "Hadamard Transform Time-of-Flight Mass Spectrometry: More Signal, More of the Time," F. M. Fernández, J. R. Kimmel, and R. N. Zare, Angewandte Chemie,42, 30-35 (2003).

- "Chemical Cytometry on a Picoliter-Scale Integrated Microfluidic Chip," H. Wu, A. R. Wheeler and R. N. Zare, Proc. Nat. Acad. Sci. (USA) 101, 12809-12813 (2004).

- "Laser Control of Chemical Reactions," R. N. Zare, Science, 279, 1875-1879 (1998).

- "Anatomy of Elementary Chemical Reactions," A. J. Alexander and R. N. Zare, J. Chem. Ed.,75, 1105-1118 (1998).

- "Observation and Interpretation of a Time-Delayed Mechanism in the Hydrogen Exchange Reaction," S. C. Althorpe, F. Fernández-Alonso, B. D. Bean, J. D. Ayers, A. E. Pomerantz, R. N. Zare, and E. Wrede, Nature 416, 67-70 (2002).